# Ulrica Lindström
Annelie Ulrica Lindström (* 30. März 1979 in Örnsköldsvik) ist eine ehemalige schwedische Eishockeyspielerin.
Bei den Olympischen Winterspielen 2002 in Salt Lake City gewann sie mit der schwedischen Nationalmannschaft die Bronzemedaille im olympischen Eishockeyturnier. Insgesamt absolvierte sie 84 Länderspiele für Schweden, in denen sie fünf Tore erzielte.
Auf Vereinsebene spielte sie zunächst für den IF Björklöven, in der Saison 2002/03 für MODO Hockey und zwischen 2003 und 2008 für Brynäs IF in der Riksserien.

## Erfolge und Auszeichnungen
- 2002 Bronzemedaille bei den Olympischen Winterspielen